# Ellen Willmott

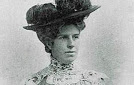
Ellen Willmott

Ellen Ann Willmott (Isleworth (Middlesex), 19 augustus 1858 – Brentwood (Essex), 27 september 1934) was een Engels botanicus die als plantenexpert, kweekster, schrijfster en sponsor van plantenexpedities veel heeft betekend voor de tuincultuur. 
Er zijn verschillende planten naar haar of haar tuinen vernoemd.

## Plantenliefde en landgoederen
Ze groeide op in een familie waarin tuinliefhebberij al enkele generaties bestond. Haar vader was advocaat die in de handel een fortuin wist te vergaren. Toen het gezin naar het landgoed 'Warley Place' in Essex verhuisde, werd voor haar de plantenliefde een levenstaak. In 1898 erfde Ellen 'Warley Place', maar de tuin van 50 hectare bleek nog niet groot genoeg. Ze kocht een kasteel in Frankrijk (Tresserve, bij Aix-les-Bains) en een villa in Italië (Piacenza-Boccanegra, bij Ventimiglia), vooral vanwege de omringende tuinen. Op het hoogtepunt van haar activiteit had zij meer dan 80 tuinlieden in dienst.

## Expert en schrijfster

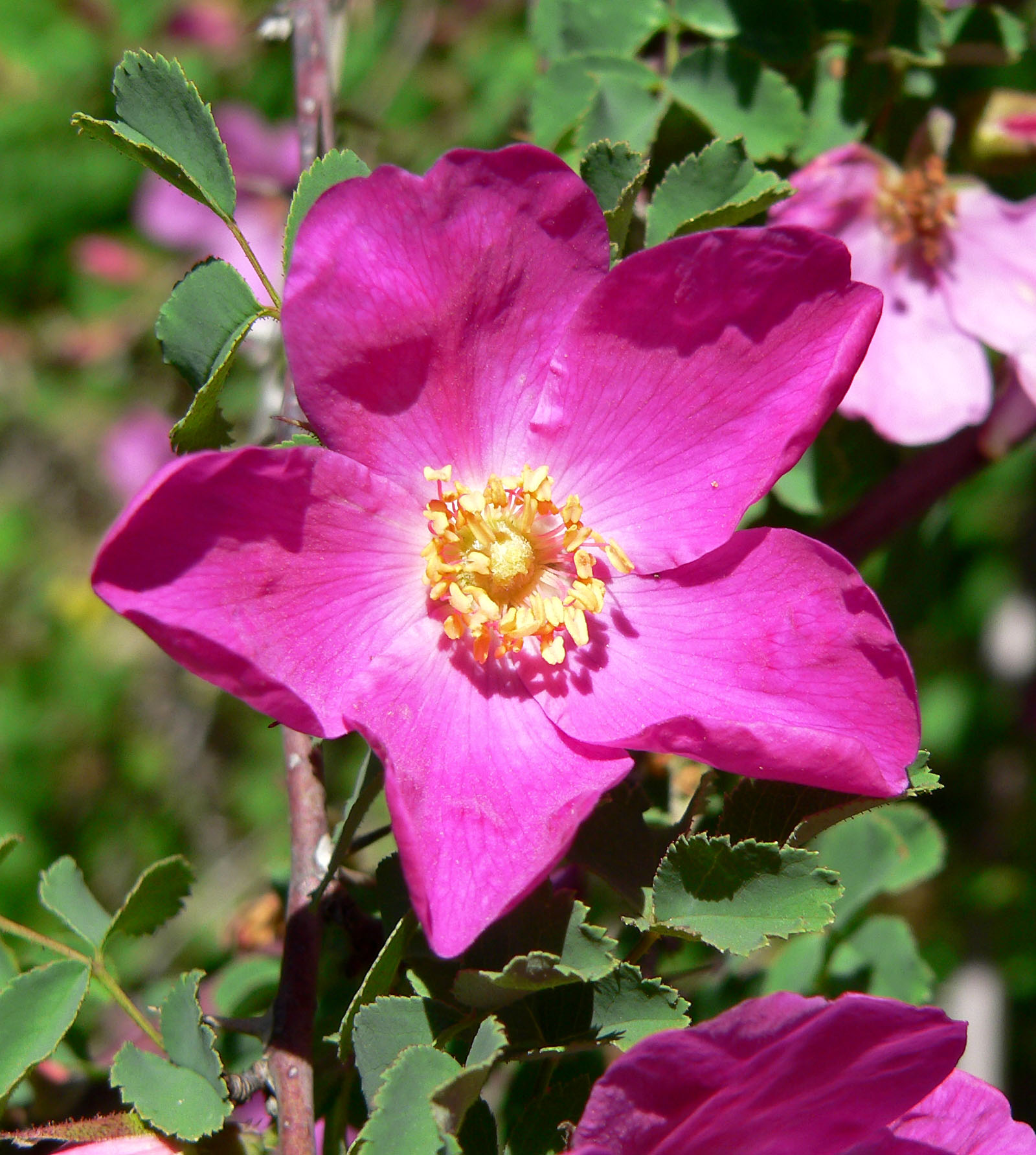
Rosa willmottiae

Willmott schreef onder andere jarenlang en nauwgezet aan haar magnum opus, een naslagwerk over rozen: The Genus Rosa.
Zij was medefinancier van expedities van de bekende plantenverzamelaar,  Ernest Henry Wilson. Hij introduceerde ongeveer 1500 planten uit China in Europa. Het was de gewoonte in die tijd om in ruil voor financiële steun ontdekte planten de naam te geven van de geldschieter : zo dragen onder meer Ceratostigma willmottianum en Rosa willmottiae haar naam. Ook maakte zij plantenexpedities mogelijk van bekende Nederlandse bollenkwekers.
In 1904 werd zij benoemd tot lid van de Linnean Society of London en ze werd onderscheiden met de Victoria Medal of Honour.
Waarschijnlijk ook om haar eigen vondsten onder de aandacht te brengen werd ze een voornaam lid van de Royal Horticultural Society. Ze verscheen altijd met een buitenissige bloem als corsage om haar medejuryleden op de proef te stellen.
Ze had een oog voor bijzondere planten en zo ontdekte ze op haar landgoed bijzondere zaailingen: onder andere het ras Aethhionema 'Warley Rose'  (steentasje) kreeg een prijs van de Royal Horticultural Society en Veronica prostrata 'Warley Blue ' (ereprijs) is nog steeds in de handel.

## Miss Willmott's Ghost

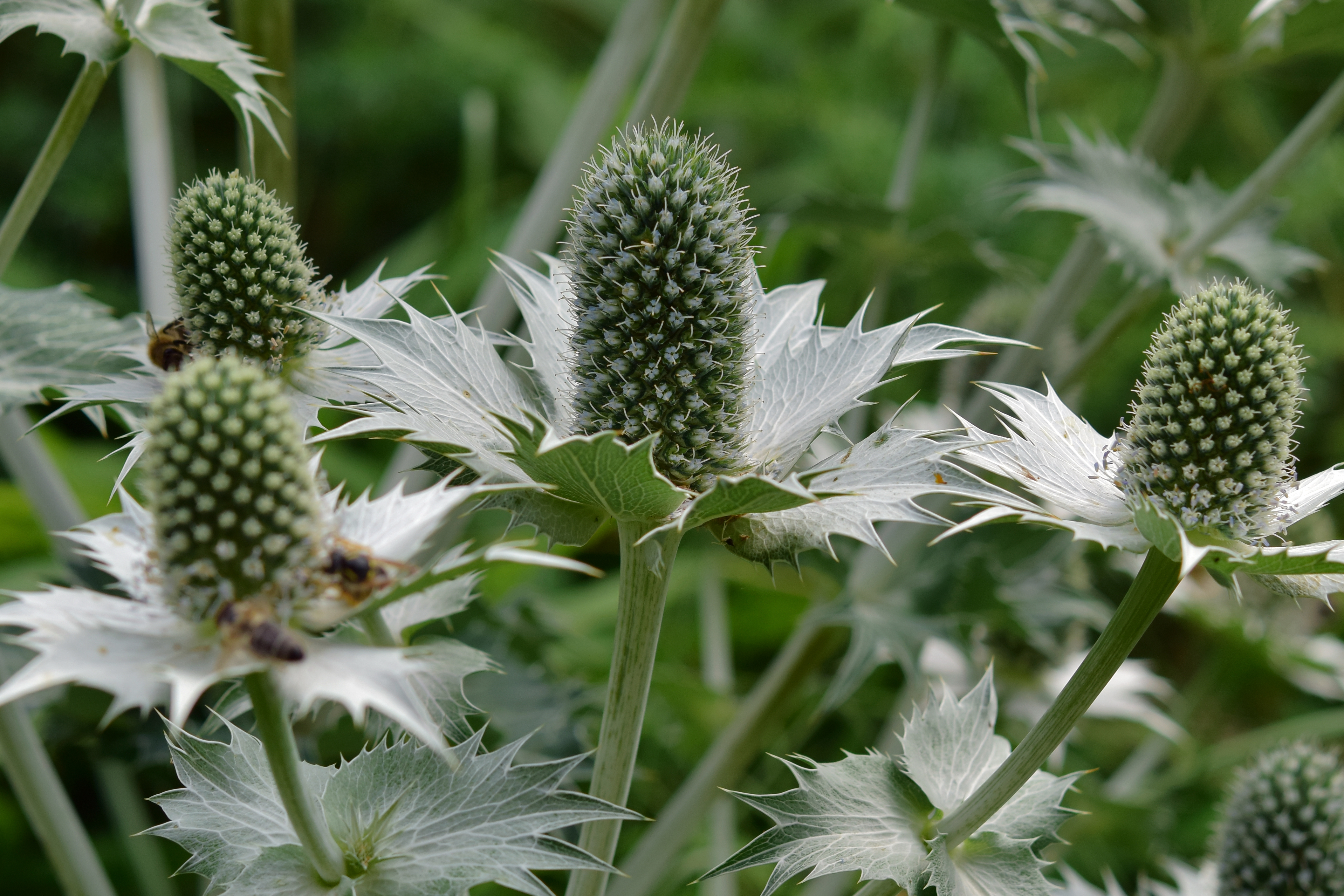
Eryngium giganteum, 'Miss Willmott's Ghost'

Willmott had een gecompliceerd karakter en met haar gedrag maakte zij zich niet altijd even geliefd, maar voor hen die zij deskundig achtte was ze een trouwe, royale vriendin, zoals voor een al even beroemde tuinvrouw uit die tijd: Gertrude Jekyll.
Ze had de gewoonte de manden met onkruiden van minder ervaren tuinlieden te inspecteren en daar zaailingen uit te halen die volgens haar geen onkruid waren. Met haar voorkeur voor natuurlijk ogende beplanting was zij haar tijd ver vooruit.

Het verhaal gaat dat als zij tuinen bezocht van anderen, heimelijk zaad liet vallen uit haar zakken uit eigen tuin, omdat ze ze 'saai' vond. Haar absolute favoriet was een kruisdistel, Eryngium giganteum die later als Engelse naam 'Miss Willmott's Ghost' kreeg. Soms wordt deze uitdrukking gebruikt door Britse tuinliefhebbers als een willekeurige plant spontaan in hun tuinen verschijnt.

## Erfenis
Door haar enorme uitgaven ten behoeve van het onderhoud van haar tuinen, het steunen van plantenexpedities en de illustraties in haar boeken, slonk het enorme fortuin. Aan het einde van haar leven restte daarvan alleen nog een kleiner geworden 'Warley Place', maar deze moet nog steeds bijzonder mooi geweest zijn, met duizenden, vaak zeldzame planten.
Op oudere leeftijd werd zij in toenemende mate achterdochtig en excentriek. Ze stierf verbitterd. Haar tuin werd geplunderd en het huis verviel tot een ruïne en is later gesloopt. Het is nu een natuurreservaat met zeer veel stinsenplanten, maar verder herinnert daar niets aan haar. De tuin van Villa Piacenza-Boccanegra, even buiten Ventimiglia (Italië) die vooral bekendheid geniet door de in haar opdracht geplante bijzondere bomen is echter gerestaureerd en valt te bezichtigen op afspraak. Wat rest is verder een staande uitdrukking en vooral tal van door haar en naar haar vernoemde planten die het In Memoriam Miss Willmott vormen: 
- Aethionama 'Warley Rose' (steentasje)
- Campanula cochleariifolia 'Miss Willmott',C. x haylodgensis 'Warley White'
- Campanula x warleyensis
- Ceratostigma willmottianum (loodkruid)
- Cistus 'Warley Rose' (cistusroosje)
- Crocus chrysanthus ‘Warley'
- Dahlia 'Miss Willmott'
- Dianthus 'Miss Willmott' (anjer)
- Corylopsis willmottiae. C. warleyensis (schijnhazelaar)
- Epimedium 'Ellen Willmott, E. warleyense(elfenbloem)
- Iris warleyensis, I. willmottiana, I. willmottiana 'alba'
- Lathyrus grandiflora 'Miss Willmott' (siererwt)
- Lilium davidii "Willmottiae", L. 'Ellen Willmott' (lelie)
- Lysionotus warleyensis,L. willmottiae
- Narcissus 'Tresserve', N. 'Warleyensis, N. 'Great Warley'
- Paeonia obovata var. willmotiae (pioen)
- Potentilla nepalensis 'Miss Willmott' (ganzerik)
- Primula capiata ‘Warley Variety', P. spectabilis ‘Warley Variety'
- Rosa wilmottiae, Rosa 'Ellen Willmott'
- Scabiosa caucasica 'Miss Willmott' (duifkruid)
- Sorbus sargentiana var. warleyens (lijsterbes)
- Syringa vulgaris 'Miss Ellen Willmott' (sering)
- Tulipa 'Ellen Willmott'
- Verbena 'Tresserve' (IJzerhard)
- Verbascum 'Ellen Willmott'
- Veronica prostrata 'Warley Blue' (ereprijs)

Uit een brief aan Professor Charles Sprague Sargent, hoofd van het Arnold Arboretum in Boston met wie zij lang correspondeerde : "...as you know, my plants and my gardens come before anything in life for me, and all my time is given up to working in one garden or another, and when it is too dark to see the plants themselves I read or write about them."